# A Billboard 200 listavezetői 2022-ben
Az alábbi lista az Egyesült Államokban 2022-ben első helyezett albumokat sorolja fel. A legjobban teljesítő albumokat és középlemezeket a Billboard 200 listán gyűjtik össze és a Billboard magazin adja ki. Az adatokat a Nielsen SoundScan gyűjti össze, albummal egyenértékű egységet használva, amely figyelembe veszi az eladott albumokat, az eladott dalokat és streaminget. Egy eladott album, tíz eladott dal az albumról, illetve 1250 streaming szolgáltatáson lejátszott dal számít egy egységnek.

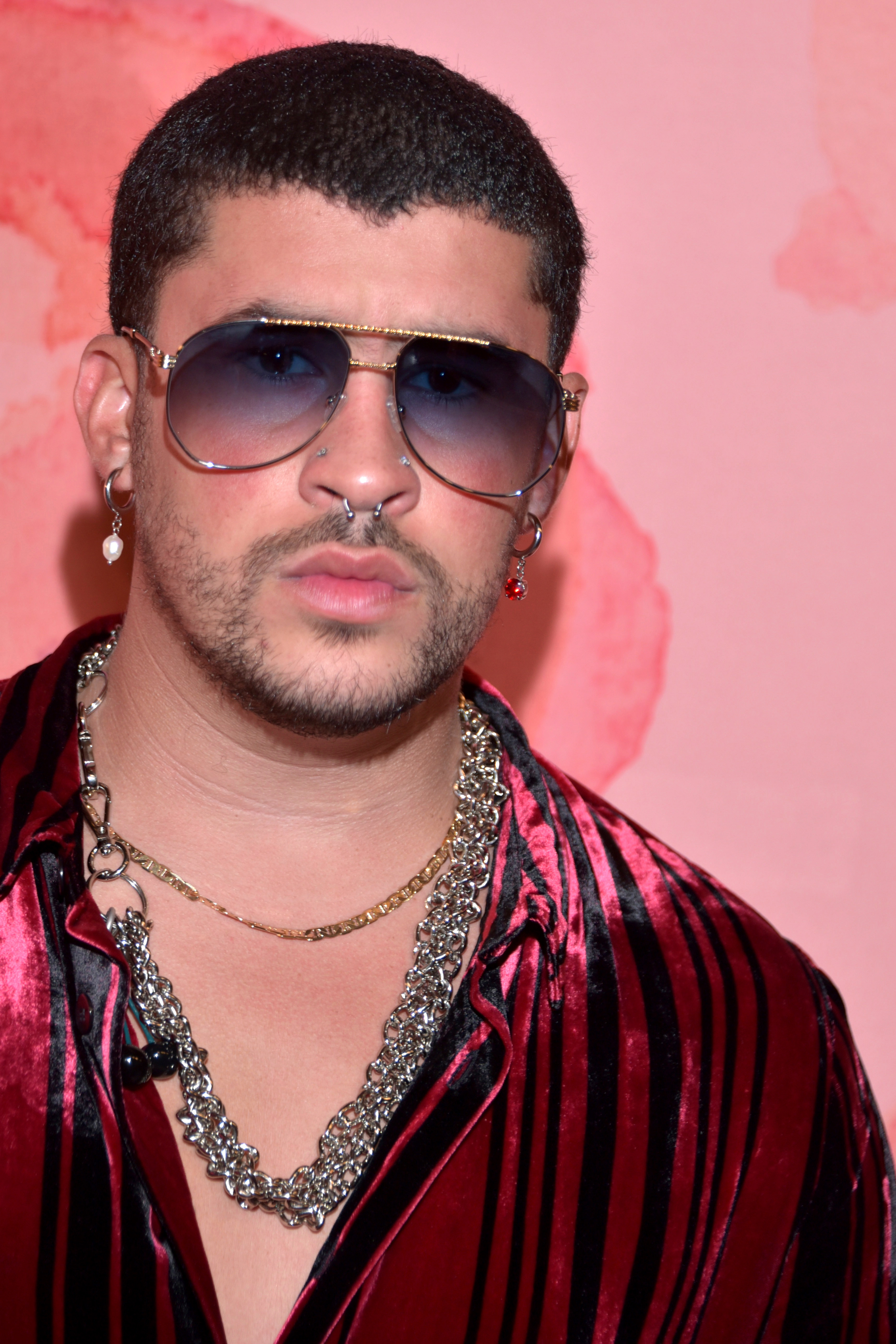
Az Un Verano Sin Ti, Bad Bunny Puerto Rico-i rapper negyedik stúdióalbuma, tizenhárom hetet töltött a lista élén

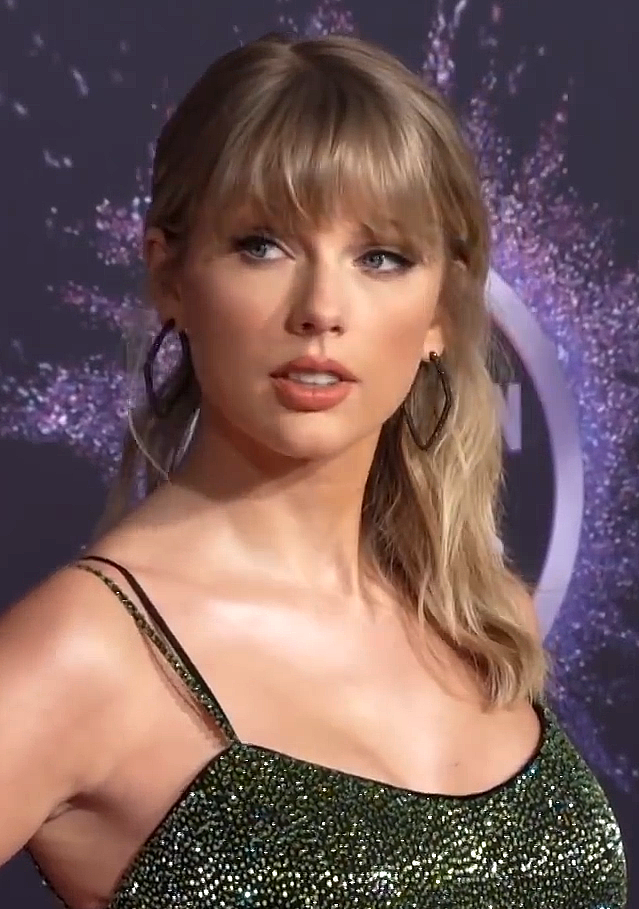
Taylor Swift Midnights című albumából kelt el a legtöbb példány egy héten, 1.578 millió eladott albummal

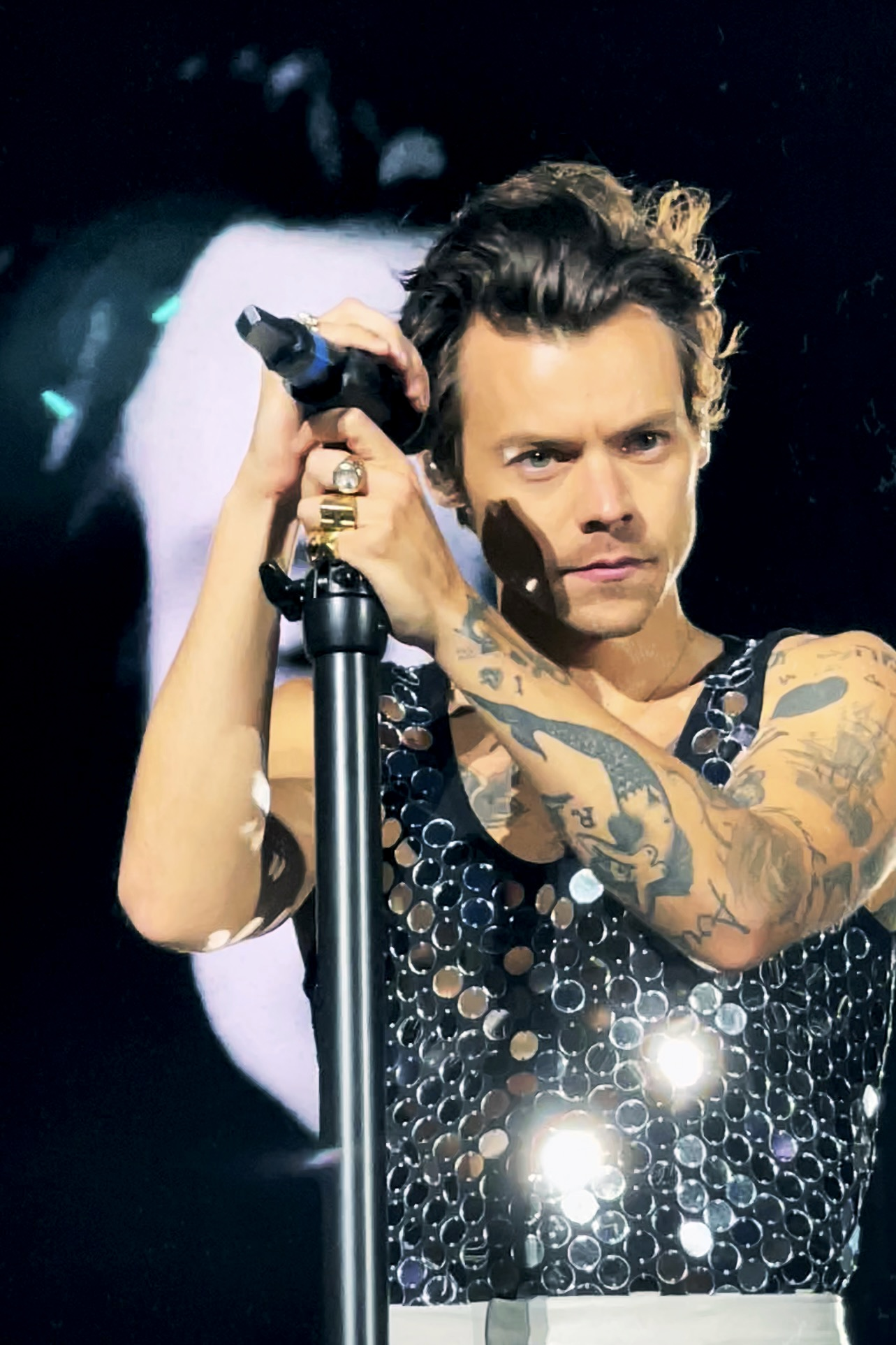
Harry Styles énekes Harry’s House című albumából kelt el a második legtöbb példány egy héten, 521.500

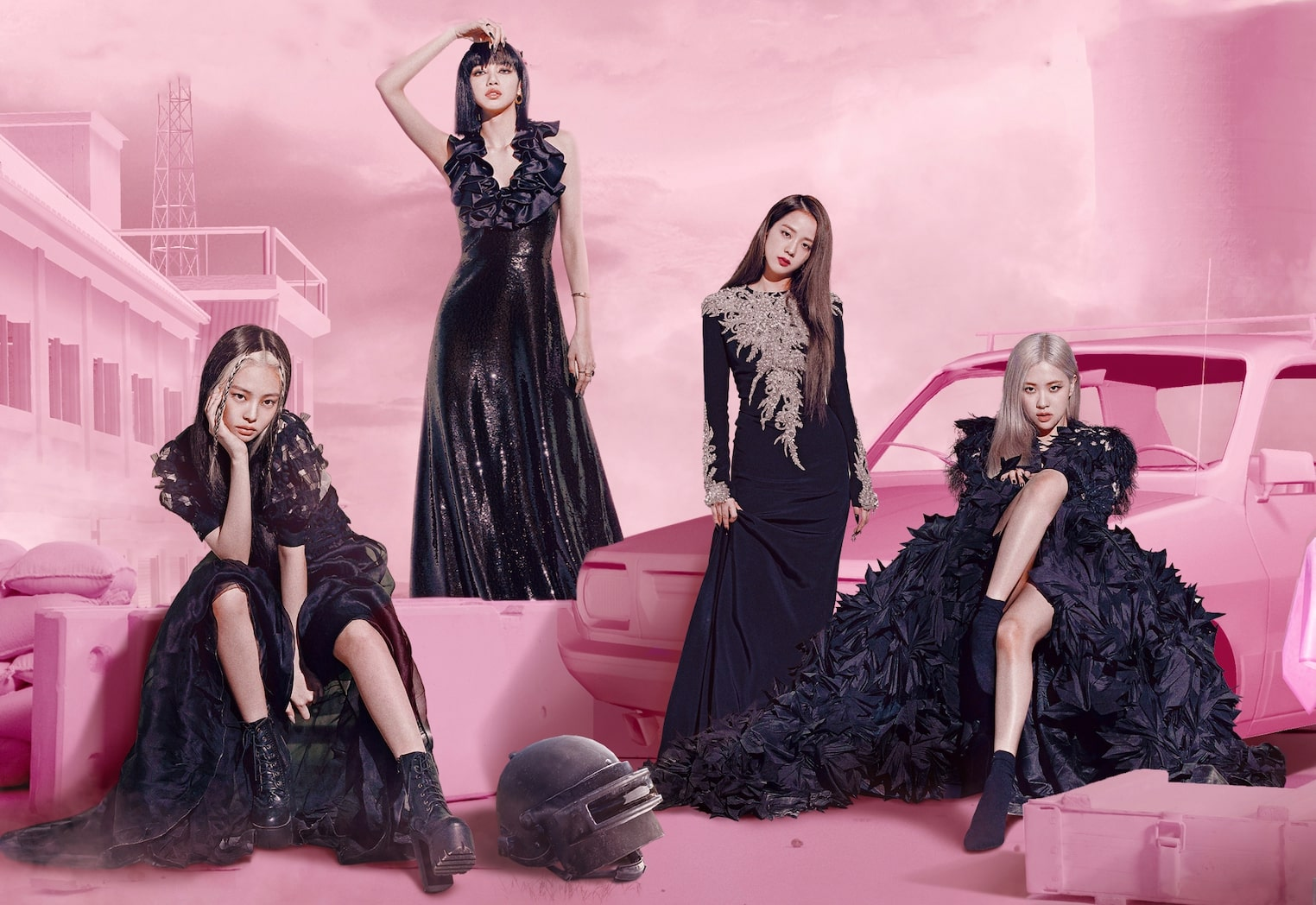
A Blackpink dél-koreai lányegyüttes Born Pink című lemeze az első női csoport által kiadott album volt a Danity Kane 2008-as Welcome to the Dollhouse nagylemeze óta, ami el tudta érni az első helyet

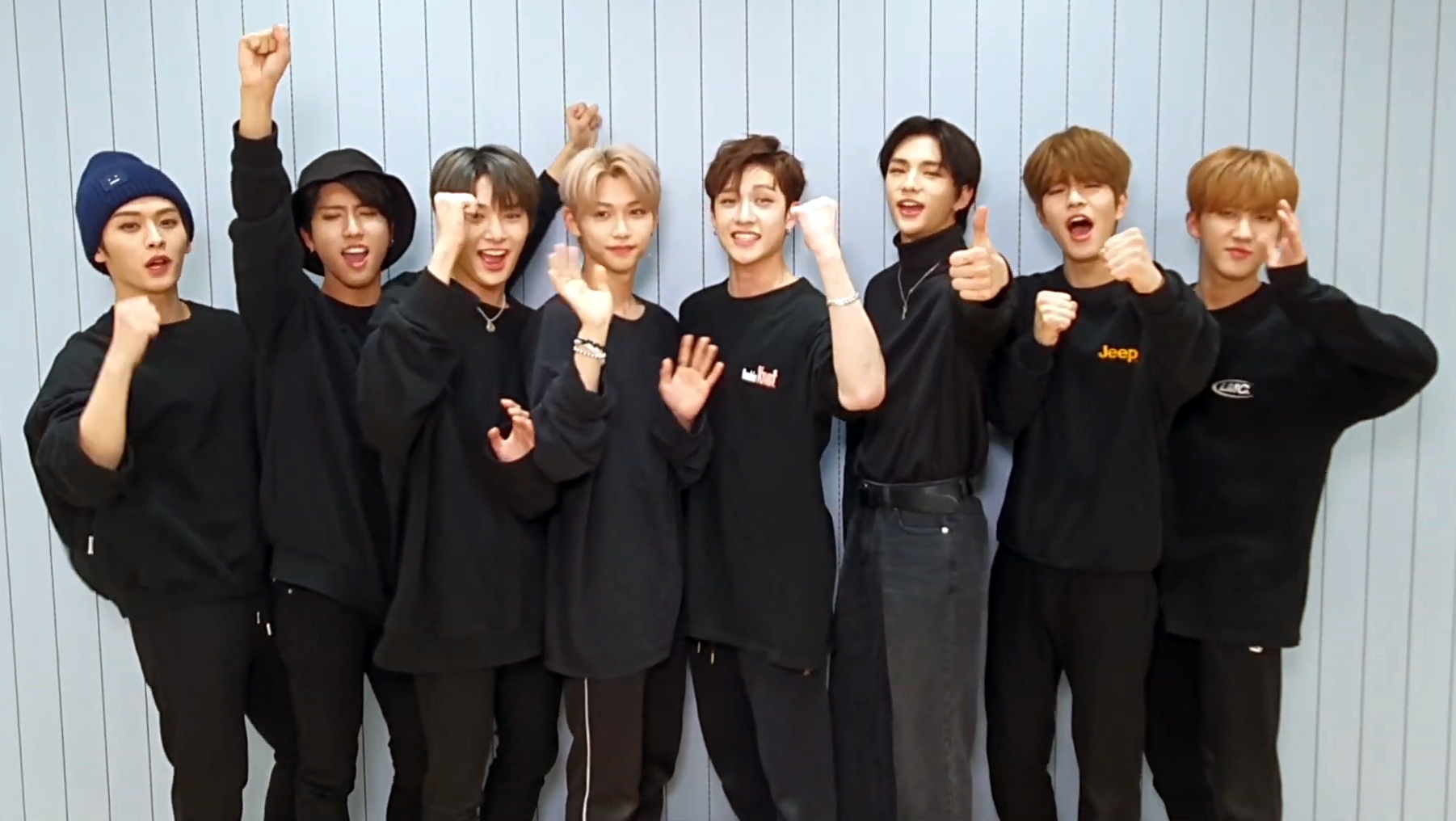
A Stray Kids koreai együttes két albuma is első volt a listán az évben

Az Encanto amerikai animációs film zenéje, amelyet Lin-Manuel Miranda és Germaine Franco szerzett, a 2019-es Jégvarázs 2. óta az első Disney-filmzene, amely elérte a lista első helyét és egyben az év második leghosszabb ideig listavezető lemeze, kilenc héttel. Mindössze a hatodik alkalom a lista történetében, hogy egy animációs film zenéje listavezető volt, az Oroszlánkirály (1994), a Pocahontas (1995), a Bajkeverő majom (2006), a Jégvarázs (2014) és a Jégvarázs 2. után. Taylor Swift amerikai énekes Midnights című albumából adták el első hetében a legtöbb példányt, 1.578 milliót, amit Harry Styles Harry’s House lemeze követett, 521.500-zal. Bad Bunny Puerto Rico-i rapper negyedik stúdióalbuma, az Un Verano Sin Ti volt az év leghosszabb ideig listavezető albuma, tizenhárom héttel. Az előző évtized leghosszabb ideig első lemeze. A Blackpink dél-koreai lányegyüttes Born Pink című lemeze az első női csoport által kiadott album volt a Danity Kane 2008-as Welcome to the Dollhouse nagylemeze óta, ami el tudta érni az első helyet. A Stray Kids koreai együttes két albuma is elérte a lista első helyét.

## Lista
| Dátum          | Album                                        | Előadó(k)             | Albummal egyenértékű egység | For.            |
| -------------- | -------------------------------------------- | --------------------- | --------------------------- | --------------- |
| január 1.      | 30                                           | Adele                 | 212 000                     | [ 7 ] [ 8 ]     |
| január 8.      | 30                                           | Adele                 | 99 000                      | [ 9 ] [ 10 ]    |
| január 15.     | Encanto (Original Motion Picture Soundtrack) | Több előadó           | 72 000                      | [ 2 ] [ 11 ]    |
| január 22.     | DS4Ever                                      | Gunna                 | 150 300                     | [ 12 ] [ 13 ]   |
| január 29.     | Encanto (Original Motion Picture Soundtrack) | Több előadó           | 104 000                     | [ 14 ] [ 15 ]   |
| február 5.     | Encanto (Original Motion Picture Soundtrack) | Több előadó           | 115 000                     | [ 16 ] [ 17 ]   |
| február 12.    | Encanto (Original Motion Picture Soundtrack) | Több előadó           | 113 000                     | [ 18 ] [ 19 ]   |
| február 19.    | Encanto (Original Motion Picture Soundtrack) | Több előadó           | 110 000                     | [ 20 ] [ 21 ]   |
| február 26.    | Encanto (Original Motion Picture Soundtrack) | Több előadó           | 98 000                      | [ 22 ] [ 23 ]   |
| március 5.     | Encanto (Original Motion Picture Soundtrack) | Több előadó           | 90 000                      | [ 24 ] [ 25 ]   |
| március 12.    | Encanto (Original Motion Picture Soundtrack) | Több előadó           | 80 000                      | [ 26 ] [ 27 ]   |
| március 19.    | Encanto (Original Motion Picture Soundtrack) | Több előadó           | 72 500                      | [ 1 ] [ 28 ]    |
| március 26.    | 7220                                         | Lil Durk              | 120 500                     | [ 29 ] [ 30 ]   |
| április 2.     | Oddinary                                     | Stray Kids            | 110 000                     | [ 31 ] [ 32 ]   |
| április 9.     | Mainstream Sellout                           | Machine Gun Kelly     | 93 000                      | [ 33 ] [ 34 ]   |
| április 16.    | Unlimited Love                               | Red Hot Chili Peppers | 97 500                      | [ 35 ] [ 36 ]   |
| április 23.    | 7220                                         | Lil Durk              | 47 000                      | [ 37 ] [ 38 ]   |
| április 30.    | Call Me If You Get Lost                      | Tyler, the Creator    | 59 000                      | [ 39 ] [ 40 ]   |
| május 7.       | It’s Almost Dry                              | Pusha T               | 55 000                      | [ 41 ] [ 42 ]   |
| május 14.      | I Never Liked You                            | Future                | 222 000                     | [ 43 ] [ 44 ]   |
| május 21.      | Un Verano Sin Ti                             | Bad Bunny             | 274 000                     | [ 45 ] [ 46 ]   |
| május 28.      | Mr. Morale & the Big Steppers                | Kendrick Lamar        | 295 500                     | [ 47 ] [ 48 ]   |
| június 4.      | Harry’s House                                | Harry Styles          | 521 500                     | [ 49 ] [ 50 ]   |
| június 11.     | Harry’s House                                | Harry Styles          | 160 500                     | [ 51 ] [ 52 ]   |
| június 18.     | Un Verano Sin Ti                             | Bad Bunny             | 137 000                     | [ 53 ] [ 54 ]   |
| június 25.     | Proof                                        | BTS                   | 314 000                     | [ 55 ] [ 56 ]   |
| július 2.      | Honestly, Nevermind                          | Drake                 | 204 000                     | [ 57 ] [ 58 ]   |
| július 9.      | Un Verano Sin Ti                             | Bad Bunny             | 115 000                     | [ 59 ] [ 60 ]   |
| július 16.     | Un Verano Sin Ti                             | Bad Bunny             | 111 000                     | [ 61 ] [ 62 ]   |
| július 23.     | Un Verano Sin Ti                             | Bad Bunny             | 105 500                     | [ 63 ] [ 64 ]   |
| július 30.     | Un Verano Sin Ti                             | Bad Bunny             | 103 000                     | [ 65 ] [ 66 ]   |
| augusztus 6.   | Un Verano Sin Ti                             | Bad Bunny             | 98 000                      | [ 67 ] [ 68 ]   |
| augusztus 13.  | Renaissance                                  | Beyoncé               | 332 000                     | [ 69 ] [ 70 ]   |
| augusztus 20.  | Un Verano Sin Ti                             | Bad Bunny             | 108 800                     | [ 71 ] [ 72 ]   |
| augusztus 27.  | Beautiful Mind                               | Rod Wave              | 115 000                     | [ 73 ] [ 74 ]   |
| szeptember 3.  | Un Verano Sin Ti                             | Bad Bunny             | 105 000                     | [ 75 ] [ 76 ]   |
| szeptember 10. | God Did                                      | DJ Khaled             | 107 500                     | [ 77 ] [ 78 ]   |
| szeptember 17. | Un Verano Sin Ti                             | Bad Bunny             | 99 500                      | [ 79 ] [ 80 ]   |
| szeptember 24. | Un Verano Sin Ti                             | Bad Bunny             | 97 000                      | [ 81 ] [ 82 ]   |
| október 1.     | Born Pink                                    | Blackpink             | 102 000                     | [ 5 ] [ 83 ]    |
| október 8.     | Un Verano Sin Ti                             | Bad Bunny             | 87 000                      | [ 84 ] [ 85 ]   |
| október 15.    | Un Verano Sin Ti                             | Bad Bunny             | 84 000                      | [ 4 ] [ 86 ]    |
| október 22.    | Maxident                                     | Stray Kids            | 117 000                     | [ 6 ] [ 87 ]    |
| október 29.    | It’s Only Me                                 | Lil Baby              | 216 000                     | [ 88 ] [ 89 ]   |
| november 5.    | Midnights                                    | Taylor Swift          | 1 578 000                   | [ 90 ] [ 91 ]   |
| november 12.   | Midnights                                    | Taylor Swift          | 342 000                     | [ 92 ] [ 93 ]   |
| november 19.   | Her Loss                                     | Drake és 21 Savage    | 404 000                     | [ 94 ] [ 95 ]   |
| november 26.   | Midnights                                    | Taylor Swift          | 204 000                     | [ 96 ] [ 97 ]   |
| december 3.    | Midnights                                    | Taylor Swift          | 177 000                     | [ 98 ] [ 99 ]   |
| december 10.   | Midnights                                    | Taylor Swift          | 151 000                     | [ 100 ] [ 101 ] |
| december 17.   | Heroes & Villains                            | Metro Boomin          | 185 000                     | [ 102 ] [ 103 ] |
| december 24.   | SOS                                          | SZA                   | 318 000                     | [ 104 ] [ 105 ] |
| december 31.   | SOS                                          | SZA                   | 180 000                     | [ 106 ] [ 107 ] |

## Listavezető előadók
| Helyezés | Ország             | Előadó                | Hetek száma | Listavezető példányszám |
| -------- | ------------------ | --------------------- | ----------- | ----------------------- |
| 1        | Puerto Rico        | Bad Bunny             | 13          | 1 524 800               |
| 2        | Több nemzetiség    | Encanto szereposztás  | 9           | 854 500                 |
| 3        | Egyesült Államok   | Taylor Swift          | 5           | 2 452 000               |
| 4        | Egyesült Királyság | Adele                 | 2           | 311 000                 |
| 4        | Egyesült Államok   | Lil Durk              | 2           | 167 500                 |
| 4        | Egyesült Királyság | Harry Styles          | 2           | 682 000                 |
| 4        | Dél-Korea          | Stray Kids            | 2           | 227 000                 |
| 4        | Egyesült Államok   | SZA                   | 2           | 498 000                 |
| 4        | Kanada             | Drake                 | 2           | 608 000                 |
| 9        | Egyesült Királyság | 21 Savage             | 1           | 404 000                 |
| 9        | Egyesült Államok   | Beyoncé               | 1           | 332 000                 |
| 9        | Dél-Korea          | BTS                   | 1           | 314 000                 |
| 9        | Egyesült Államok   | DJ Khaled             | 1           | 107 500                 |
| 9        | Egyesült Államok   | Future                | 1           | 222 000                 |
| 9        | Egyesült Államok   | Gunna                 | 1           | 150 300                 |
| 9        | Egyesült Államok   | Kendrick Lamar        | 1           | 295 500                 |
| 9        | Egyesült Államok   | Lil Baby              | 1           | 216 000                 |
| 9        | Egyesült Államok   | Machine Gun Kelly     | 1           | 93 000                  |
| 9        | Egyesült Államok   | Metro Boomin          | 1           | 185 000                 |
| 9        | Egyesült Államok   | Pusha T               | 1           | 55 000                  |
| 9        | Egyesült Államok   | Red Hot Chili Peppers | 1           | 97 500                  |
| 9        | Egyesült Államok   | Tyler, the Creator    | 1           | 59 000                  |
| 9        | Egyesült Államok   | Rod Wave              | 1           | 115 000                 |

1. ↑  Csak azok az eladások vannak feltüntetve, amit az előadó a lista élén szerzett